# Zhang Dechang
Zhang Dechang (Shandong, 23 de agosto de 1978) é um remador chinês, medalhista olímpico.

## Carreira
Dechang conquistou a medalha de bronze nos Jogos Olímpicos de Verão de 2020 em Tóquio com a equipe da China no oito com feminino, ao lado de Guo Linlin, Ju Rui, Li Jingjing, Miao Tian, Wang Zifeng, Wang Yuwei, Xu Fei e Zhang Min, com o tempo de 6:01.21.